# Squalus altipinnis
Squalus altipinnis är en hajart som beskrevs av Last, White och Stevens 2007. Squalus altipinnis ingår i släktet Squalus och familjen pigghajar. IUCN kategoriserar arten globalt som otillräckligt studerad. Inga underarter finns listade i Catalogue of Life.